# براندان كيلي
براندان كيلي (بالإنجليزية: Brendan Kelly)‏ هو ممثل أيرلندي، ولد في 28 سبتمبر 1964 بدبلن في جمهورية أيرلندا.

## أعمال

### أفلام
- (1996) الصخرة[2][3][4]
- (2004) هاتف خلوي[5]

## وصلات خارجية
- براندان كيلي على موقع IMDb (الإنجليزية)
- براندان كيلي على موقع قاعدة بيانات الفيلم (الإنجليزية)